# Mofeta tacada occidental
La mofeta tacada occidental (Spilogale gracilis) és una espècie de mamífer carnívor de la família de les mofetes que habita l'est dels Estats Units d'Amèrica, Nord de Mèxic i al Sud-oest de la Colúmbia Britànica. La mofeta tacada occidental és més petita que la mofeta ratllada. La seva llargada total és de 35 a 55 centímetres. És una espècie en risc mínim, és a dir, no sembla que hi hagi cap amenaça significativa per a la seva supervivència.

## Taxonomia i etimologia
La mofeta tacada occidental fou descrita per primer cop per Clinton Hart Merriam el 1890; el seu nom científic, gracilis, deriva de la paraula llatina que significa 'gràcil'.
Es reconeixen set subespècies de la mofeta tacada occidental:
- S. g. amphiala (=amphialus) (Dickey, 1929)
- S. g. gracilis (Merriam, 1890)
- S. g. latifrons (Merriam, 1890)
- S. g. leucoparia (Merriam, 1890)
- S. g. lucasana (Merriam, 1890)
- S. g. martirensis (Elliot, 1903)
- S. g. phenax (Merriam, 1890)